# Diglycolamin
Diglycolamin, oft auch als Aminodiglykol (ADG) bezeichnet, ist eine organisch-chemische Verbindung aus der Stoffgruppe der Aminoalkohole.

## Verwendung
Diglycolamin wird in Stripperlösungen zum Entmetallisieren, als Emulgator in Kühlschmiermitteln sowie zur Gaswäsche verwendet. Diglycolamin gilt dort als überlegen zu Monoethanolamin.
In der EU werden jährlich über 1000 t hergestellt oder importiert.